# Letiště Barra
Letiště Barra (anglicky: Barra Airport; IATA: BRR, ICAO: EGPR) je lokální letiště typu STOL na ostrově Barra, který je součástí souostroví Vnějších Hebrid ve Skotsku. Letiště spadá pod správu společnosti Highlands and Islands Airports Limited, které patří většina menších letišť ve Skotsku a přilehlých ostrovech.
Jde o jediné letiště s pravidelnými linkami na světě, jehož vzletové a přistávací dráhy se rozkládají na písečné pláži.. Pláž je pro obyvatele uzavřena vždy, když je větrný rukáv vzdutý.  Při přílivu může být pláž zaplavena, letový provoz se musí řídit stavem hladiny moře. Letiště nemá licenci pro noční provoz, ve výjimečných nouzových případech přistávací dráhu osvětlují osobní automobily.

## Aerolinie a destinace
Letiště nabízí spojení pouze s jednou destinací. Jedná se o letiště Glasgow. (Aktualizováno 27. dubna 2024.)
| Letecká společnost | Destinace          | Destinace |
| ------------------ | ------------------ | --------- |
| Loganair           | Spojené království | Glasgow   |

## Fotogalerie

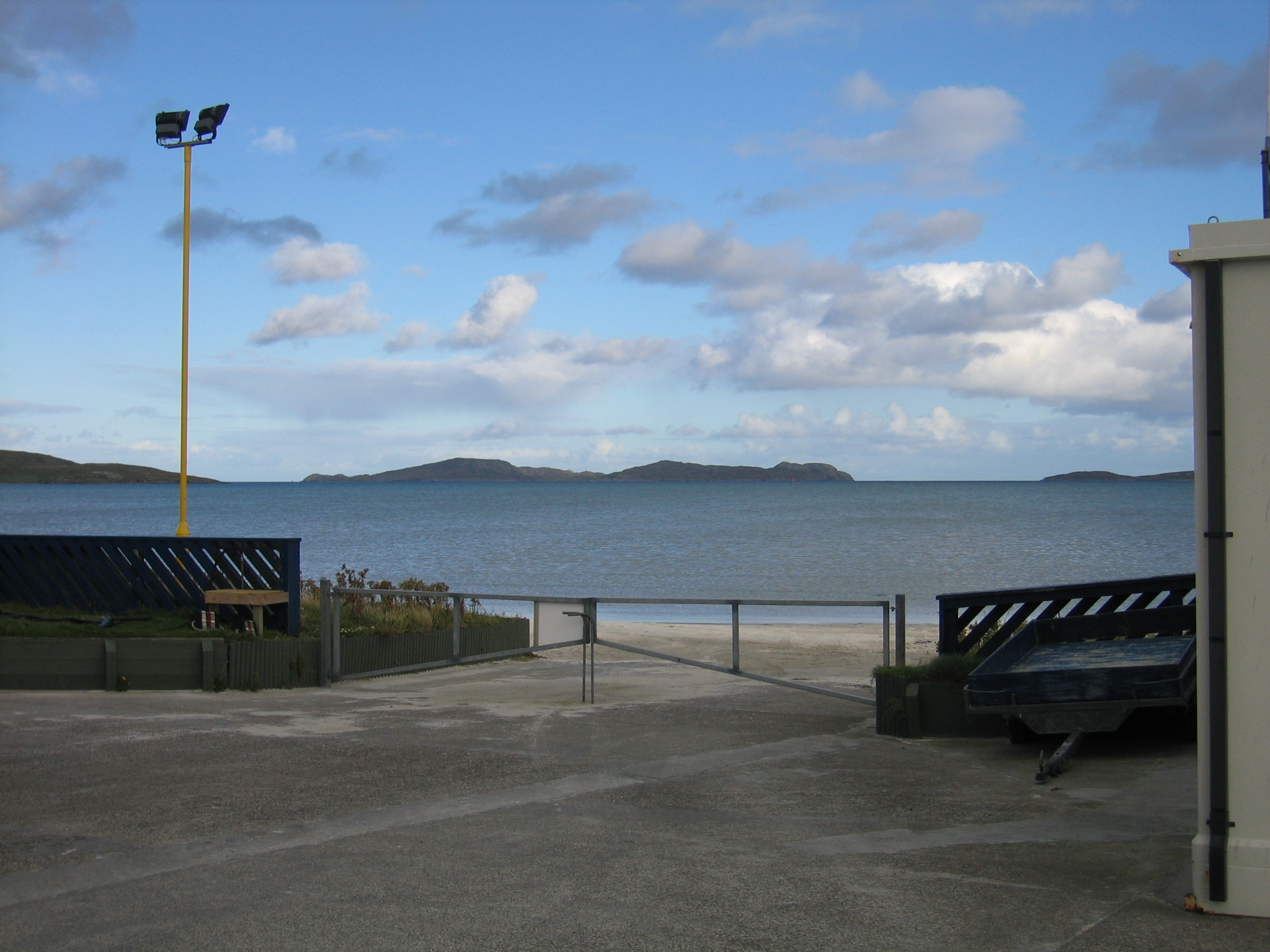
Vzletová a přistávací dráha v době přílivu
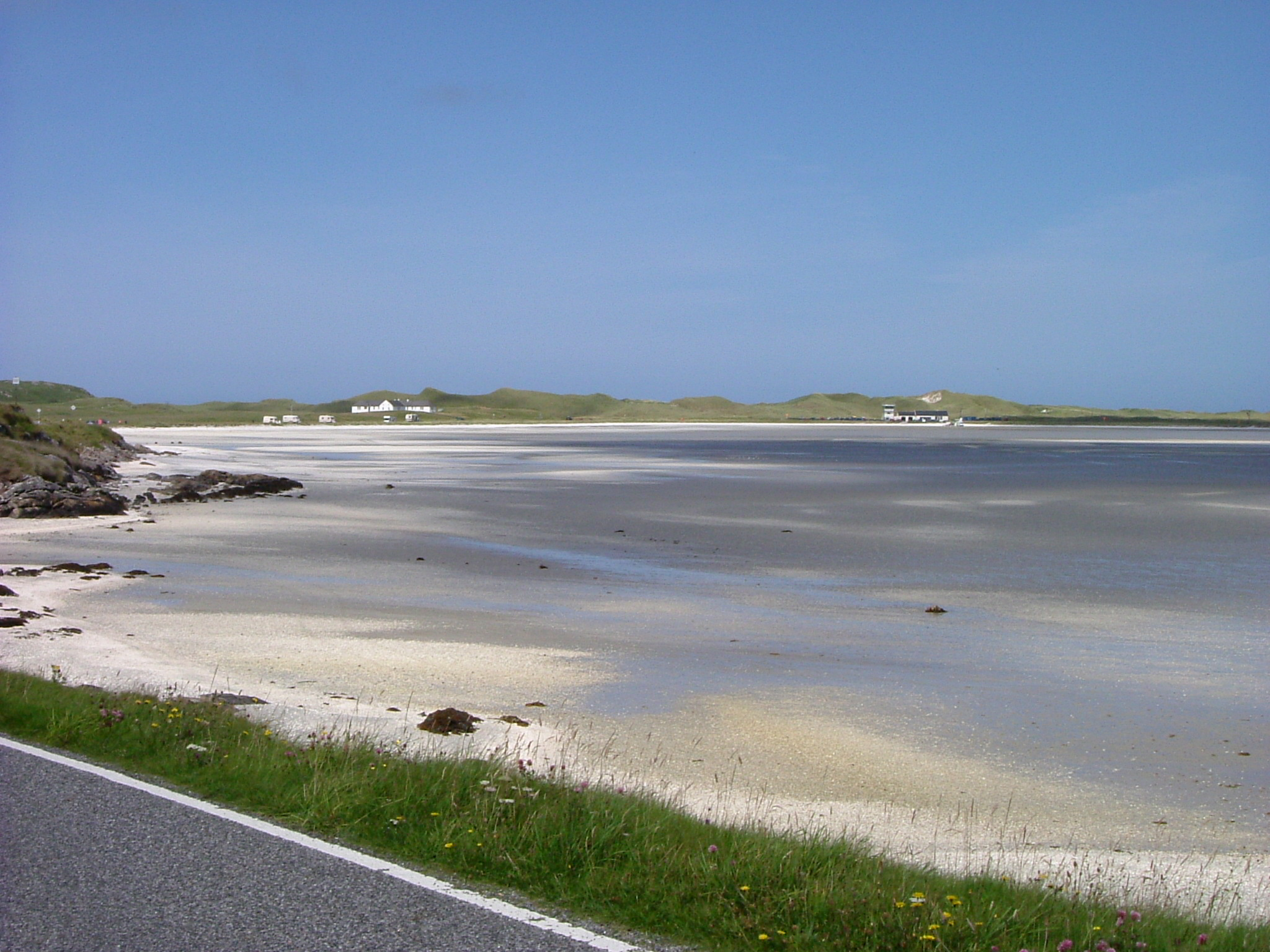
Letiště Barra
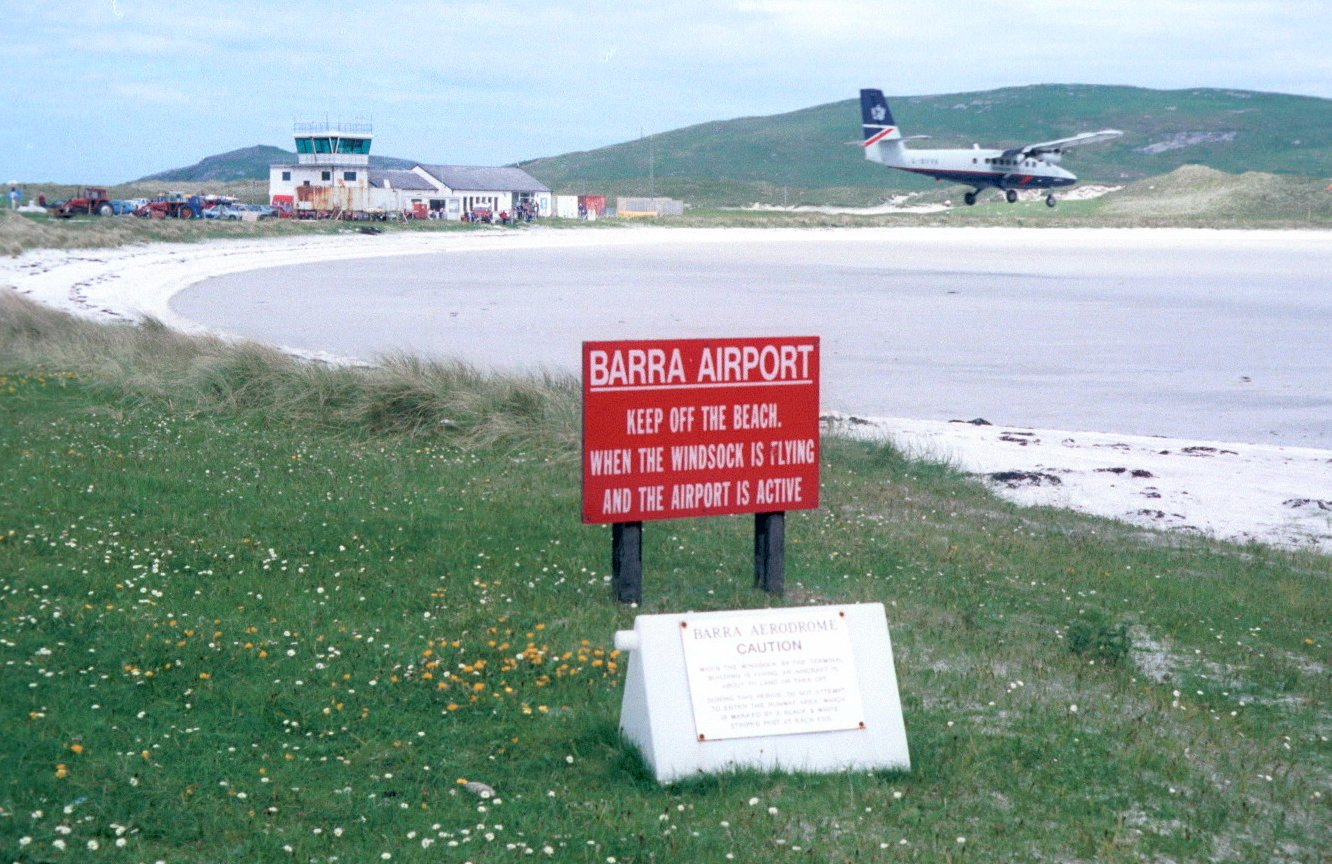
Letiště Barra
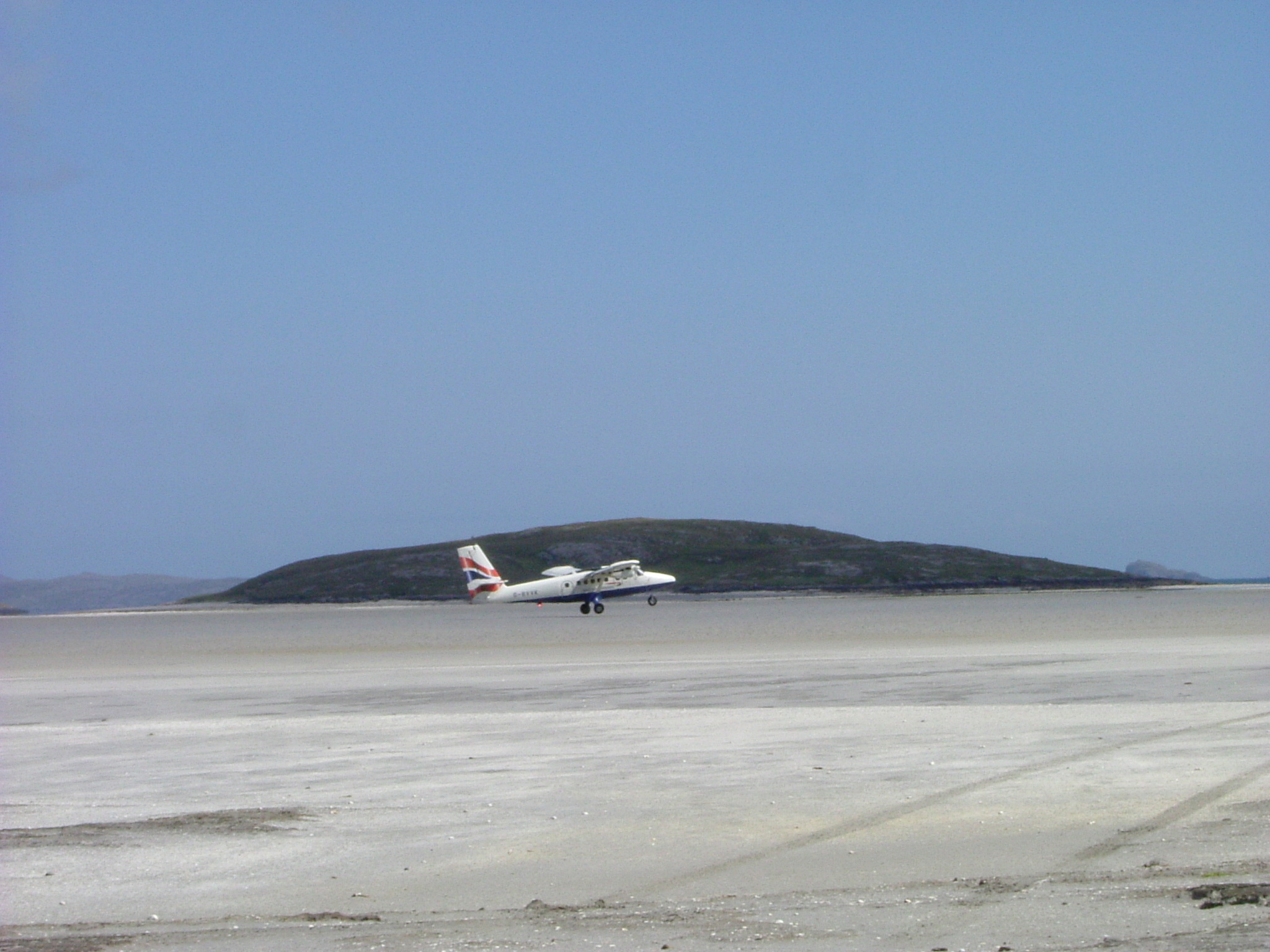
Vzlétající letadlo